# Cecilioides connollyi
Cecilioides connollyi es una especie de molusco gasterópodo de la familia Ferussaciidae en el orden de los Stylommatophora.

## Distribución geográfica
Es  endémica de Gibraltar.